# گریت بند (داکوتای شمالی)
گریت بند(به انگلیسی: Great Bend) شهری در ایالت داکوتای شمالی کشور ایالات متحده آمریکا است که جمعیت آن در سرشماری سال ۲۰۱۰ میلادی، ۶۰ نفر بوده‌است.